# Nino Franchina
Nino Franchina, all'anagrafe Antonino Franchina (Palmanova, 25 giugno 1912 – Roma, 20 aprile 1987), è stato un artista, disegnatore e scultore italiano.

## Biografia

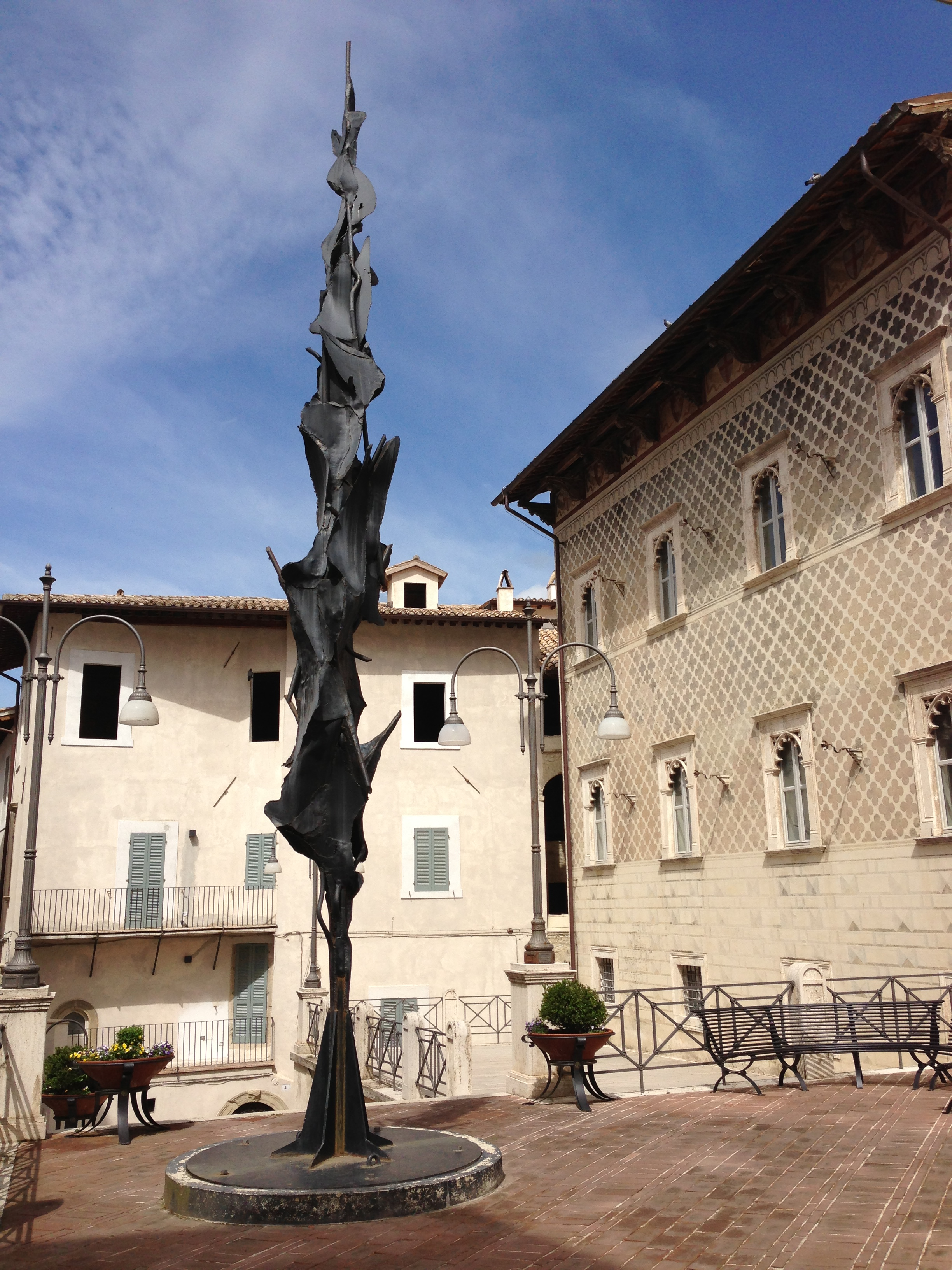
Spoleto'62, scultura di Nino Franchina in Piazza del Municipio di Spoleto

Figlio di Salvatore e di Angela Emanuele, nasce a Palmanova in Friuli. Dopo soli 10 mesi, la famiglia, originaria di Sant'Agata Militello, si trasferisce a Palermo; qui l'artista trascorre infanzia e prima giovinezza sino al servizio militare. Il fratello minore è Basilio Franchina.

### Periodo giovanile
Appena ventenne espone per la prima volta alla III Mostra del Sindacato Fascista delle Belle Arti della Sicilia, rassegna regionale che si svolge a Palermo e alla quale parteciperà costantemente negli anni '30. Nel 1933, insieme ad altri artisti siciliani chiamati a rappresentare la regione, partecipa alla I Mostra del Sindacato nazionale fascista di Belle Arti a Firenze e alla IV Mostra Regionale Sindacale d'Arte a Catania.
Nel 1934 si diploma in scultura all'Accademia di Belle Arti, seguendo le lezioni di maestri come Antonio Ugo e Gaetano Geraci.
Nello stesso anno entra a far parte del Gruppo dei Quattro insieme a tre giovani artisti conterranei: Renato Guttuso, Giovanni Barbera e Lia Pasqualino Noto. Insieme lasciano la Sicilia alla volta di Milano dove espongono alla Galleria del Milione. L'anno seguente sono a Roma alla Galleria Bragaglia Fuori Commercio, con in catalogo la presentazione di Carlo Carrà, e nel 1937 alla Galleria della Cometa.
Affascinato dall'accoglienza ricevuta a Milano, amplificata dall'articolo che Carlo Carrà scrive su di loro in L'Ambrosiano, e dopo aver conosciuto artisti come Lucio Fontana e Fausto Melotti, Franchina decide di rimanere nel capoluogo lombardo per circa un anno, insieme a Guttuso. Qui entrano a far parte del gruppo Corrente e partecipano alle numerose iniziative e attività culturali promosse dal movimento. Nello stesso periodo conosce Arturo Martini che diverrà un suo primo riferimento stilistico.

### Decennio iniziale (1938-1948)
Nel 1938 si trasferisce a Roma dove conosce Gina Severini, figlia dell'artista futurista Gino Severini. Si sposeranno nel febbraio del 1939.
Nello stesso anno alla III Quadriennale di Roma espone tre terrecotte e negli anni 1940 e 1942 partecipa alle ultime due mostre del Sindacato Fascista delle Belle Arti del Lazio.
La prima mostra personale è del 1943 presso la Galleria Minima di Roma. Ripresosi da una lunga malattia, nel 1944 stabilisce il suo studio in via Margutta, dove abiterà con la famiglia per oltre quaranta anni.
Lo stile fin qui è caratterizzato da un disegno intimista e da un'esplicita rappresentazione realistica degli oggetti. Il conflitto mondiale e le profonde e drammatiche esperienze umane conseguenti, indurranno l'artista a importanti mutazioni stilistiche: i suoi taccuini, prima dedicati prevalentemente a nudi e ritratti, dal 1943 al 1945 si popolano di soggetti, uomini e donne straziati dal dolore, simbolo dell'umanità sacrificata alla follia bellica. Privilegia l'uso della china rossa, in quanto strumento fortemente espressivo, che più di altri simboleggia violenza e terrore. Disegno del 1943
Dopo la liberazione, prende parte alla mostra L'arte contro la barbarie alla Galleria del Secolo a Roma.
L'anno seguente, sempre a Roma, espone alla I Mostra della Libera Associazione Arti Figurative, atto di nascita dell'Art Club, associazione a cui aderisce, che organizza importanti mostre di artisti di diverse tendenze stilistiche, sia in Italia sia all'estero.
Nel 1946 lavora alla prima di una serie di sculture, la Sammarcota, un nudo di donna recante un sasso in bilico sul capo, detta anche Portatrice di pietra, esposta nel 1947 nella mostra personale alla Galleria Lo Zodiaco di Roma. L'opera segna il passaggio dal realismo a una sintesi plastica, passaggio mutuato dal confronto con la scultura europea contemporanea (Henry Moore, Jacques Lipchitz, Henri Laurens, Zadkine) e la suggestione della scultura arcaica e classica della Sicilia.
(Nino Franchina)
Nel 1946 aderisce al Fronte nuovo delle arti e con gli artisti di tale schieramento, affiancati dal critico Giuseppe Marchiori, espone alla Galleria della Spiga a Milano. Nel 1948 per la prima volta viene invitato alla XXIV Biennale di Venezia, a cui parteciperà anche negli anni 1950, 1952, 1954, 1958, 1966, 1968, 1972, 1978, 1988.

### Verso l'astrattismo
Dal 1948 al 1950 risiede a Parigi; qui può conoscere e studiare le opere dei grandi maestri dell'avanguardia: Picasso, Anton Pevsner, Alexander Calder e soprattutto la ricerca plastica di Constantin Brâncuși che determinerà una successiva trasformazione in senso astratto della sua ricerca artistica. Franchina infatti va stilizzando sempre più la figura fino a perdere completamente il rapporto con l'immagine riconosciuta. Al cambiamento stilistico, contribuisce l'influenza delle avanguardie storiche, in particolare quella futurista.
Così ringrazia Brâncuși e Calder (In foto Franchina e Calder):
Nel 1949 espone in una personale le sue sculture in gesso e pietra alla Galleria Pierre di Parigi.
La vera rottura con il passato avviene nel 1950 a Bolzano, dove in una carrozzeria di automobili comincia una serie di sculture ispirate al dinamismo e all'estetica delle automobili, caratterizzate da superfici levigate e slendenti. Materiali industriali come lamiera, ferro, alluminio, subiscono liriche trasformazioni. L'influsso stilistico è ancora riconducibile al Brâncuși ma anche a Naum Gabo, (pseudonimo di Naum Pevsner), e al fratello Anton Pevsner. Queste opere, che prendono il nome di Fuoriserie, Come un aereo, Metallurgica, Calandra, Ritmo di superfici, verranno presentate due anni dopo nell'ambito della personale milanese alla Galleria del Naviglio e alla XXVI Biennale di Venezia.
Nel 1953 partecipa alla II Biennale della scultura ad Anversa e alla mostra Arte astratta italiana e francese, presso la Galleria nazionale d'arte moderna di Roma; nello stesso anno è al Kunsthaus di Zurigo, all'esposizione Junge Italienische Kunst. Nel 1955 partecipa al Ier Salon de la Sculpture Abstraite alla Galerie Denis René di Parigi; è la volta di partecipazioni anche a Madrid e ad Alessandria d'Egitto.

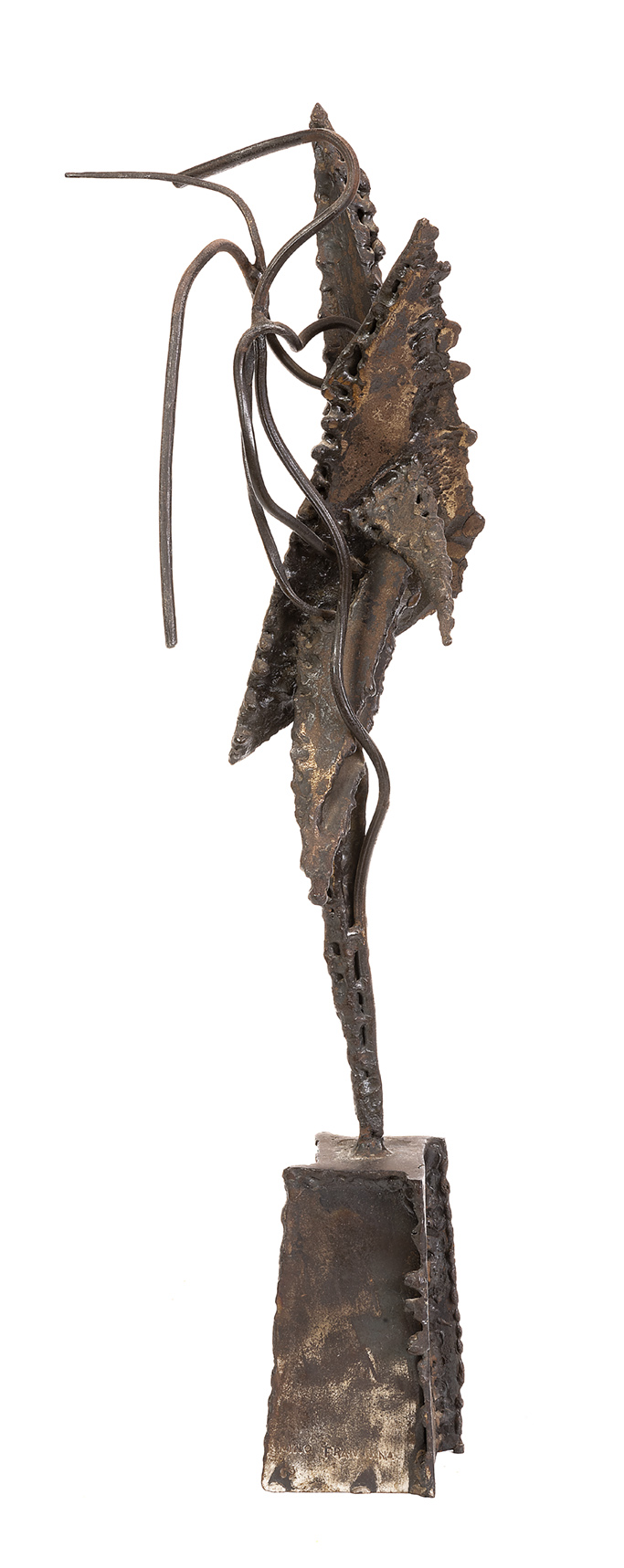
Nino FRANCHINA ,SENZA TITOLO

A partire dalla metà degli anni cinquanta sottopone l'eleganza delle sue forme aerodinamiche a un trattamento della materia di matrice informale. Ne sono testimonianza, ad esempio, Ferro e fuoco del 1956 e Murale quarta, esposta l'anno seguente nella personale romana alla Galleria Selecta. Nel 1958 gli viene dedicata una sala personale alla XXIX Biennale di Venezia e l'anno seguente prende parte a Kassel alla seconda edizione di Documenta 2 Skulptur. Espone quindi a San Paolo del Brasile, a Pittsburgh, a Monaco di Baviera, ad Anversa e a Tokyo nel 1961.
La consacrazione all'astrattismo culmina con la vittoria, nel 1957, del Concorso per il Monumento a Paisiello a Taranto, opera che non verrà mai eseguita.
(Lionello Venturi, Catalogo mostra del 1957 alla Galleria Selecta di Roma)

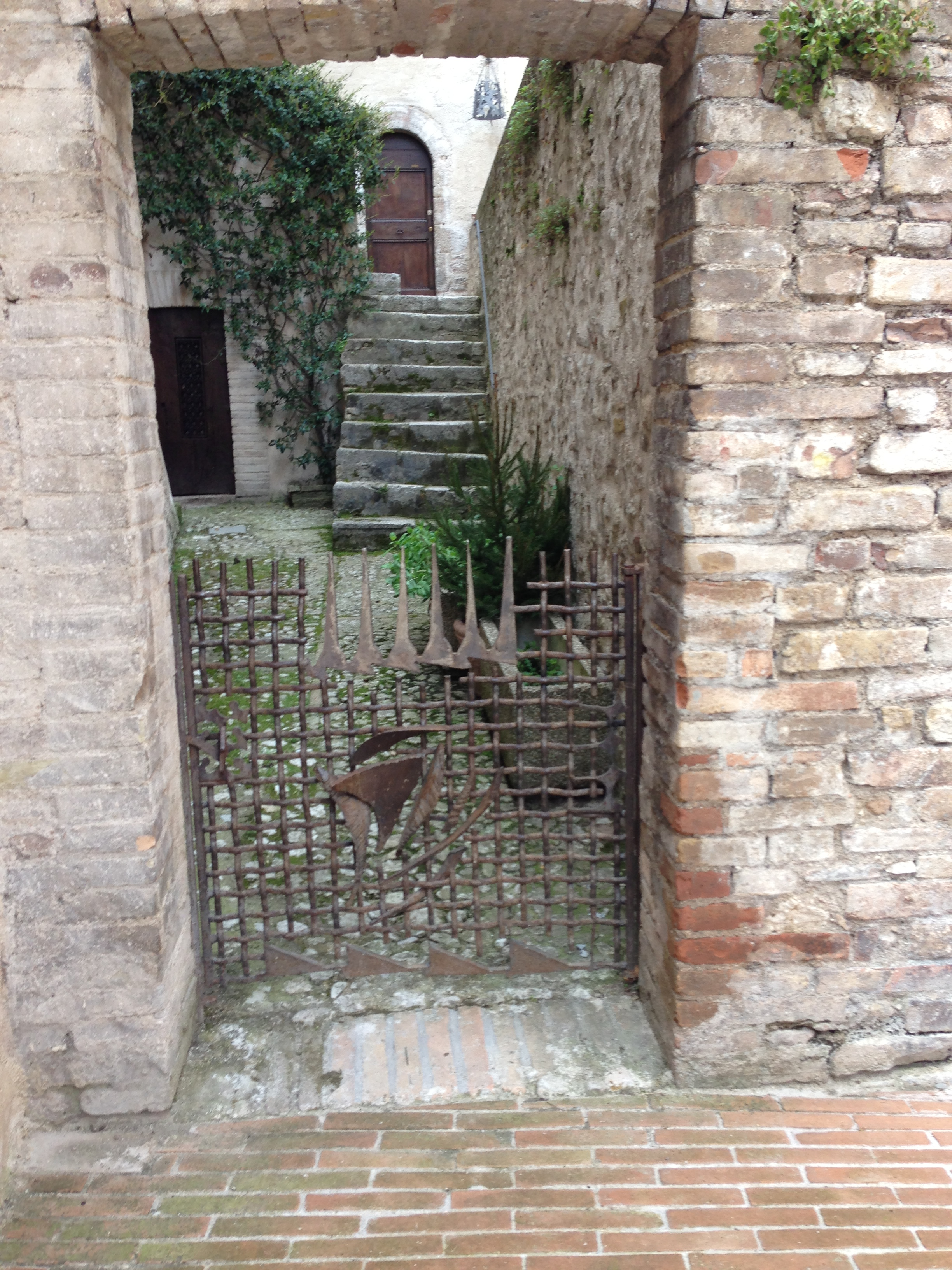
Cancello di Nino Franchina. Spoleto via del Duomo.

Negli anni 1956-1966 Franchina si confronta con le figure più significative della scultura: Henry Moore, David Smith, Alexander Calder, Eduardo Chillida, Ettore Colla e altri.

### Sculture monumentali
Nel 1958 inizia la collaborazione con le officine dell'Italsider di Cornigliano dove realizza sculture di dimensioni monumentali, come Commessa 60124, una scultura in metallo alta 15m collocata sul lungomare di Genova e in seguito distrutta.
Nel 1962 partecipa, insieme ai più importanti scultori internazionali dell'epoca, alla mostra Sculture nella città organizzata da Giovanni Carandente nell'ambito del V Festival dei Due Mondi a Spoleto. Presenta tre sculture in ferro:
- Lo Stregone, oggi alla Galleria d'Arte Moderna di Torino.
- Cancello, si può ammirare all'ingresso della casa spoletina di Giovanni Carandente in via del Duomo.
- Spoleto '62, alta circa 12m, donata dall'artista alla città. Ha mantenuto nel tempo la collocazione originaria davanti al Palazzo Comunale. (Foto di Ugo Mulas)

Sempre nel campo della scultura monumentale e d'ambiente si collocano:
- Stele per Einaudi (1963), scultura alta 4m, collocata dinanzi alla biblioteca Luigi Einaudi a Dogliani.
- Castolin '70, (1970) alta 12m, eseguita per gli stabilimenti Castolin di Losanna;
- la Grande Araldica, (1982) donata a Cortona in occasione dell'antologica dedicatagli e come atto di riconoscenza verso la città dove era nato e vissuto il suocero Gino Severini e dove lui stesso dal 1970 possiede uno studio.
- Signal, (1976), in ferro e lamiere policrome alta 6m, realizzata per il sig. Mazaud, si trova sulle colline cortonesi.
- La grande agricola, 1977 misure: 4,5 x 7,50m, scolpita per il giardino dell'amico collezionista Fausto Durante, si trova sulle montagne umbro-cortonesi.
- Labirinto, 1981, progettata, su richiesta del sindaco Ludovico Corrao, per la città di Gibellina distrutta dal terremoto del Belice; unica sua opera in cemento.

### Dagli anni sessanta in poi
Tra il 1961 e il 1970, Franchina sviluppa un tema ricorrente nella sua scultura, quello dei Paladini di Francia, con opere come la Battaglia di Roncisvalle (1970). Nel 1961 scolpisce il busto in marmo di Antonio Gramsci su commissione della Camera dei deputati che, a partire dagli anni trenta, ha iniziato ad acquisire opere contemporanee per dotare l'istituzione parlamentare di una collezione d'arte italiana del XX secolo. (Busto di Antonio Gramsci, 1961)
Nel 1965 esegue, per il Festival dei Due Mondi di Spoleto, un grande plastico scenografico di 4m x 6m, per il balletto Le Testament di François Villon su musica di Ezra Pound e coreografie di John Butler.
Negli anni successivi Franchina si dedica a costruzioni monumentali e intensifica la sua partecipazione a mostre nazionali e internazionali.
Appartengono agli inizi degli anni Settanta le variazioni sul tema del cilindro; cilindri in ferro verniciato sono oggetto di un'esplorazione quasi ossessiva, intensa, di carattere analitico più che fantastico. Alcune di queste opere sono: Cilindro barocco, Cilindro rosso e nero (1973), Spirale rosso e nera (1975), Il grande orso (1976),  Grande scheggia (1976), Grande cilindro lacerato inox e nero (1976).
Nel 1975 gli viene dedicata un'antologica, a cura di Enrico Crispolti, nell'ambito della VII Biennale d'arte del metallo di Gubbio.
Nel 1986 presenta i suoi cosiddetti libri di ferro nella personale presso la Galleria Mara Coccia di Roma e, nello stesso anno, partecipa con alcune di queste opere alla XI Quadriennale romana.
Fin dagli anni cinquanta, e per tutta la vita, si esprime anche nel settore del gioiello, decorazione e oreficeria: l'artista tratta ferro e oro con la stessa abilità tecnica. Intensa è la sua partecipazione a mostre di gioielli realizzati da artisti. Fra i gioielli realizzati ricordiamo:
- Bracciale: 'pezzo unico', 1950, Danilo Fumanti e Nino Franchina. Oro giallo 18 carati e rubini
- Collana e collare, 1966 (Foto), Museo degli Argenti di Firenze[11][12].

## L'Archivio Severini-Franchina
Dalla scomparsa dello scultore, avvenuta il 20 aprile 1987, lo studio di Via Margutta è diventato sede dell'archivio Severini-Franchina. Raccoglie documenti, fotografie originali e numerosi oggetti personali, custoditi dagli eredi che hanno cercato di preservare il più possibile lo stato originale del luogo. Per lungo tempo è stato anche l'abitazione dello scultore e della famiglia, ed è stato utilizzato per un periodo anche dal suocero Gino Severini. L'archivio, nelle persone delle storiche dell’arte Alessandra Franchina e Valentina Raimondo, si occupa da anni dello studio e della promozione dell'opera dei due artisti. Foto
Nel 2011 il comune di Sant'Agata Militello inaugura la Pinacoteca d'Arte Contemporanea Nino Franchina.

## Opere (elenco parziale)
- Ritratto di Guttuso, 1938, Palermo, Galleria d'arte moderna Sant'Anna
- Ritratto pittrice Brand, 1938, Roma, collezione privata
- Autoritratto, 1938, Roma, collezione privata
- Ritratto della madre, 1939, Roma, collezione privata
- Nudino, 1939 - Roma, Galleria d'arte moderna di Roma Capitale
- Sammarcota, 1946-47, Roma, collezione privata
- Testa e busto di donna, 1947
- Immagine dell'uomo I, pietre di fiume, 1948, Roma, collezione privata
- Immagine dell'uomo II, pietre di fiume, 1948, Roma, collezione privata
- Figura sdraiata, 1948, distrutta
- Vittoria avanzante, 1948, gesso, distrutta
- Forma chiusa, 1948, Roma, collezione Guzzetti
- Guglia e punte, bronzo, 1949, Milano, collezione Cardazzo
- Realtà nuova, 1949 - Bolzano, collezione Gasser
- Ala rossa, 1951, Milano, Fondazione Prada
- Fuoriserie in grigio e rosso, 1951, Bolzano, collezione Piero Siena
- Les amants, gesso biacuto, 1951, Parigi, collezione Niepce
- Fuoriserie in rosso e blu, 1952, Milano, collezione Schettini
- Come un aereo, 1952, alluminio, Bolzano, Museion
- Rapace, 1952, lamiera policroma, Bolzano, Museion
- Ritmo di superfici, 1952, alluminio, Bolzano, Museion
- Calandra, 1953, Roma, collezione privata
- Agricola, 1953, 5 m
- Segnale, 1953, distrutta
- Aerodinamica, 1953, lamiera policroma
- Metallurgica, 1953, ferro e lamiera policroma
- Disegno nello spazio, 1955, ferro
- Decorativa, 1955, ferro
- Ferro e fuoco, 1956, Roma, collezione privata
- Arabesque, 1957, Bruxelles, collezione privata
- Ikebana I, 1957, ferro
- Alterna seconda, 1957, ottone
- Nike, ferro e ottone, 1958, Roma, collezione privata
- Magarìa, 1958, legno e ferro, Roma, collezione privata
- Come un istrice, 1958, legno e ferro, Roma, collezione privata
- Murale quarta, 1959, Roma, collezione privata
- Uccello di fuoco, 1960, Roma, collezione privata
- Quetzalcoal, 1960, ferro, 254 cm, Stellenbosch, Rupert Museum
- Commessa 60124, 1960, distrutta, già al Corso Italia, Genova
- Crisalide, 1961, ferro, 91,4 cm, Stellenbosch, Rupert Museum
- Roland, 1961, rame e ferro, 81,3 cm, Stellenbosch, Rupert Museum
- Tornado, 1961, ferro, 81,3 cm, Stellenbosch, Rupert Museum
- Itea, 1962, ferro e rame, 91,4 cm, Stellenbosch, Rupert Museum
- Lo stregone, 1962, ferro, Torino, Galleria civica d'arte moderna e contemporanea
- Spoleto '62, 1962, ferro, Spoleto, Piazza del Municipio
- Le jour se lève, 1962, ferro, Messina, Fiumara d'arte
- Stele per Einaudi, 1963, ferro, 4 m, Dogliani, Biblioteca civica Luigi Einaudi
- Corazza, 1963, ferro
- Icaro, 1963, ferro, Roma, Galleria Giulia
- Ommeno, 1963, ferro e stucco, Roma, collezione privata
- Grande grigia, 1964
- Astra, 1965
- Murale bianca, 1965, collezione privata
- Plein air, ferro, 1965
- Double, 1966
- Imera, 1966
- Bestiario, 1969-1980, Roma, collezione privata
- Castolin '70, 1970, Losanna, fabbrica Castolin
- Roncisvalle, 1970, ferro, Roma, collezione privata
- Re Artu, 1974, incisione su acciaio
- Inox con lacerazione rossa, 1974, Roma, eredi Franchina
- Labirinto, 1981, cemento armato, Gibellina
- La grande araldica, 1982, Cortona, Palazzo Casali
- Fenice, 1983
- Libro del ferro oblò, 1984
- Ventaglio per ferragosto, 1985, Bagheria, Museum - Osservatorio dell'arte in Sicilia
- Oro del ferro, 1986
- Araldica, Palermo, Ente provinciale per il Turismo
- Trinacria
- Giano

## Franchina nei musei
- Galleria civica d'arte moderna e contemporanea di Torino
- Museo Carandente, Palazzo Collicola - Arti visive di Spoleto
- Galleria Nazionale d'Arte Moderna di Roma
- Galleria comunale d'arte moderna e contemporanea di Roma
- Museion di Bolzano
- Museum - Osservatorio dell'arte in Sicilia di Bagheria
- Museo Revoltella di Trieste
- Storm King Art Center di New Windsor, NY, USA
- Museo della scultura contemporanea (MUSMA) di Matera
- Museo dell'Accademia Etrusca e della città di Cortona
- Museo del Cenedese di Vittorio Veneto
- Museo "en plein air" di Gibellina
- Rupert Museum di Stellenbosch